# Saint Paul Chamber Orchestra
La Saint Paul Chamber Orchestra (SPCO), è un'orchestra da camera professionale a tempo pieno con sede a Saint Paul, Minnesota. In collaborazione con cinque partner artistici, i musicisti dell'orchestra presentano più di 130 concerti e programmi educativi ogni anno in più di 14 sedi in tutta l'area Minneapolis/Saint Paul. Essi sono regolarmente ascoltati sul programma radiofonico a diffusione nazionale "Performance Today" di American Public Media e su SymphonyCast.
La registrazione di Appalachian Spring di Aaron Copland da parte della SPCO agli studi Sound 80 è stata una delle prime registrazioni audio digitali ad essere pubblicata commercialmente.
A partire dalla stagione 2004-2005, la SPCO ha adottato un nuovo modello artistico, eliminando la carica di direttore musicale e creando più posizioni per diversi partner artistici, musicisti affermati di primo piano. Secondo questo modello ai musicisti della SPCO viene dato un grado molto più elevato di controllo artistico.
Lanciato nel 1995, il programma di istruzione CONNECT della SPCO raggiunge 6.000 studenti ogni anno in 16 scuole pubbliche di Minneapolis e Saint Paul. Le attività dell'orchestra sono supportate dagli Amici della Saint Paul Chamber Orchestra.

## Partners artistici
- Joshua Bell (2004 – 2007)
- Stephen Prutsman (2004 – 2007)
- Nicholas McGegan (2004 – 2009)
- Pierre-Laurent Aimard (2006 – 2009)
- Douglas Boyd (2003 – 2009)
- Dawn Upshaw (2007 – 2013)
- Edo de Waart (2010 – 2014)
- Roberto Abbado (2005 – 2015)
- Christian Zacharias (2009 – presente)
- Thomas Zehetmair (2010 – presente)
- Jeremy Denk (2014 – presente)
- Patricia Kopatchinskaja (2014 – presente)
- Martin Fröst (2014 – presente)
- Pekka Kuusisto (inizia a settembre 2016)

## Direttori artistici
- Leopold Sipe (Direttore Musicale, 1959 – 1971)
- Dennis Russell Davies (Direttore Musicale, 1972 – 1980)
- Pinchas Zukerman (Direttore Musicale, 1980 – 1987)
- Stanisław Skrowaczewski (Esperto Musicale ad interim, 1987 – 1988)
- Christopher Hogwood (Direttore Musicale, 1988 – 1992)
- Hugh Wolff (Direttore Principale, 1988 – 1992; Direttore Musicale, 1992 – 2000)
- Bobby McFerrin (Presidente Creativo, 1994 – 1999)
- Andreas Delfs (Direttore Musicale, 2001 – 2004)

## Premi e riconoscimenti
- Grammy Award for Best Chamber Music Performance: Dennis Russell Davies (direttore) & The Saint Paul Chamber Orchestra per Copland: Appalachian Spring (1980)[1]
- ASCAP awards for Programming of Contemporary Music, including 2011 and 2014[2][3]